# Đền thờ Trương Định
Đền thờ Trương Định, hiện nằm tại xóm Khê Thuận, xã Tịnh Khê, thành phố Quảng Ngãi, tỉnh Quảng Ngãi, là nơi phụng thờ anh hùng dân tộc Trương Định. Đền được Ủy ban nhân dân tỉnh Quảng Ngãi xếp hạng di tích lịch sử cấp tỉnh năm 2014, và công nhận là di tích lịch sử ngày 24 tháng 2 năm 2023.

## Lịch sử
Sau khi Trương Định hy sinh, vua Tự Đức truy tặng phẩm hàm và năm 1871 lại cho xây dựng đền thờ ông tại quê nhà làng Tư Cung, việc tế tự hàng năm được giao cho quan địa phương, tuy nhiên đền cũ đã bị hư hỏng do chiến tranh. Năm 2003, UBND tỉnh Quảng Ngãi xây dựng lại đền dưới chân núi Đầu Voi, xóm Khê Thuận, xã Tịnh Khê và khánh thành ngày 17 tháng 8 năm 2007 nhân kỷ niệm 143 năm ngày mất của ông. Năm 2009, đền được giao cho Ban Quản lý Khu chứng tích Sơn Mỹ quản lý.

## Quy mô
Khu vực đền thờ hiện nay diện tích khoảng 2 ha. Đền có 3 khu chính, khu chính điện là nơi thờ linh vị của Trương Định; khu trưng bày các hiện vật liên quan đến cuộc đời, sự nghiệp của Trương Định với 4 bản trích, gần 50 ảnh tư liệu, hơn 40 hiện vật và các tài liệu, ngoài ra còn có khu tiếp khách.

## Nơi thờ tại địa phương khác

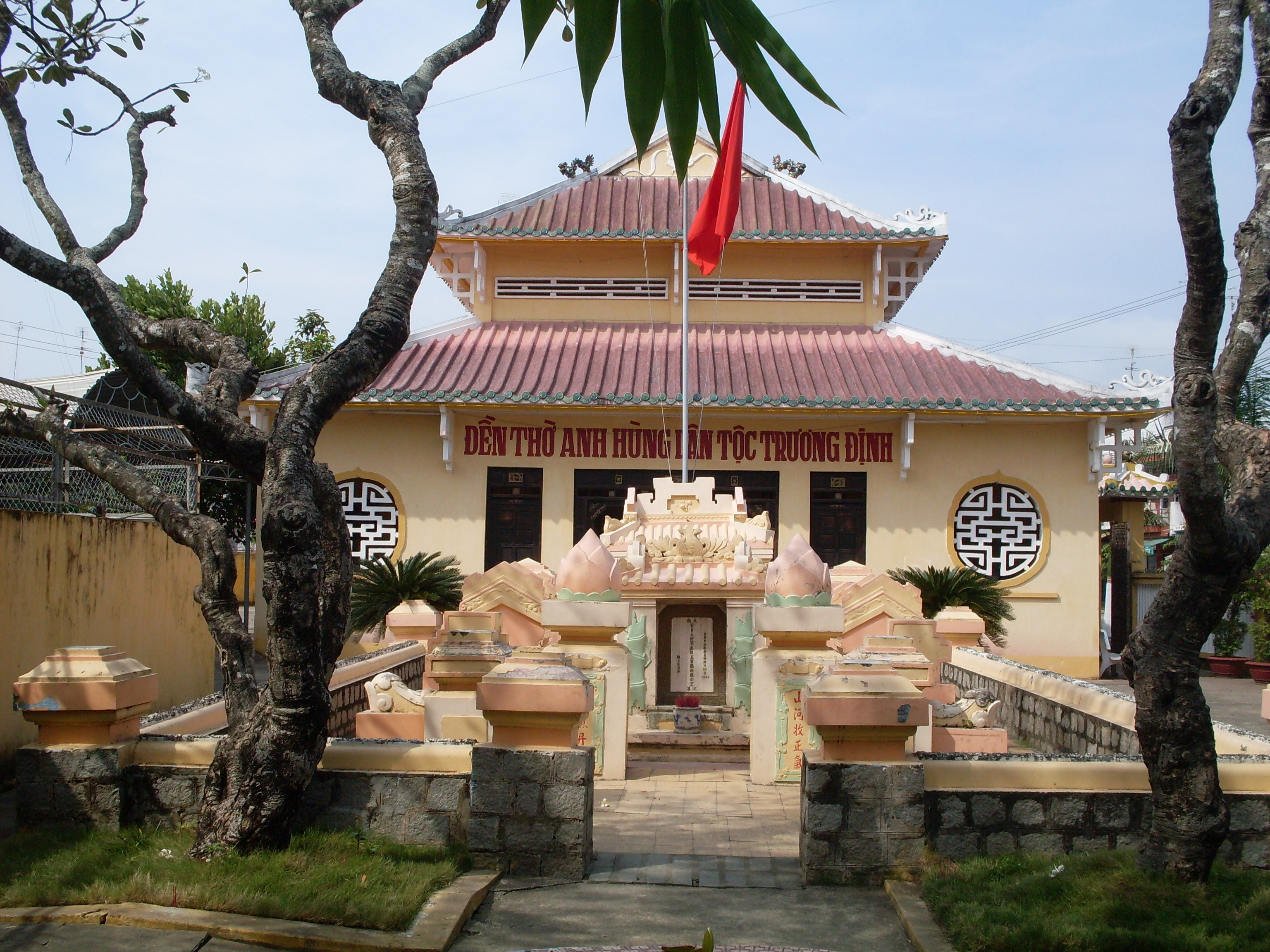
Mộ và đền thờ Trương Định ở thành phố Gò Công

Trương Định được an táng tại Gò Công, Tiền Giang - nơi ông lập nghiệp, chiến đấu và mất, năm 1972 xây thêm đền thờ. Lăng mộ và đền thờ tại thành phố Gò Công đã được công nhận là di tích lịch sử ngày 6 tháng 12 năm 1989.
Ngoài ra, tại xã Gia Thuận huyện Gò Công Đông, Tiền Giang còn có một đền thờ khác được nhân dân lập bằng tre lá sau khi Trương Định mất. Nơi đây cũng đã được công nhận di tích lịch sử cấp Quốc gia vào năm 2004.
Tại Tiền Giang, còn có miếu thờ Trương Định tại ấp 3 Rạch Già, xã Tân Phước, huyện Gò Công Đông, ấp 7, xã Tân Tây, huyện Gò Công Đông. Tại Đồng Nai, có đền thờ Trương Định tại phường Bửu Hòa, thành phố Biên Hòa và tại Phước Hòa.